# Ramularia carneola
Ramularia carneola är en svampart som först beskrevs av Pier Andrea Saccardo, och fick sitt nu gällande namn av John Axel Nannfeldt 1950. Ramularia carneola ingår i släktet Ramularia och familjen Mycosphaerellaceae.   Inga underarter finns listade i Catalogue of Life.